# 索恩河畔莫泰
索恩河畔莫泰（法語：Motey-sur-Saône，發音：[mɔtɛ syʁ son]）是法国上索恩省沃苏勒区的一个旧市镇。2019年1月1日，索恩河畔莫泰与市镇瑟沃合并为新市镇瑟沃-莫泰。由于此次合并为单一合并（彻底合并为一个市镇），故索恩河畔莫泰不是委派市镇。

## 地理
索恩河畔莫泰（47°31'31"N, 5°44'30"E）面积2.99 平方千米，位于法国勃艮第-弗朗什-孔泰大區上索恩省，该省份为法国东部内陆省份，北起顺时针与孚日省、贝尔福地区省、杜省、汝拉省、科多尔省和上马恩省接壤。
与索恩河畔莫泰接壤的市镇（或旧市镇、城区）包括：索恩河畔梅尔塞、瑟沃。
索恩河畔莫泰的时区为UTC+01:00、UTC+02:00（夏令时）。

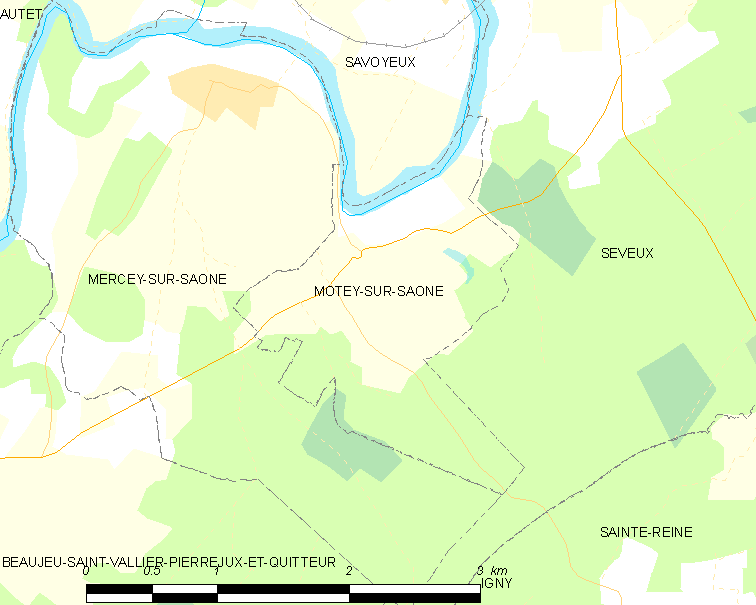
索恩河畔莫泰的OSM定位图

## 行政
索恩河畔莫泰的邮政编码为70130，INSEE市镇编码为70375。

## 政治
索恩河畔莫泰所属的省级选区为索恩河畔塞和圣阿尔班县。

## 人口

1962-2008年间索恩河畔莫泰人口变化图示

索恩河畔莫泰于2016年1月1日时的人口数量为30人。